# ジョン・サルストン
サー・ジョン・エドワード・サルストン（Sir John Edward Sulston, CH FRS 、1942年3月27日 - 2018年3月6日）は、イギリスの生物学者。ケンブリッジ大学の分子生物学研究所にて共同で研究をしていたシドニー・ブレナー及びロバート・ホロビッツと共に2002年のノーベル生理学・医学賞を受賞した。

## 経歴
ケンブリッジ生まれ。ケンブリッジ大学ペンブルック・カレッジで学び、1963年に卒業した。彼はケンブリッジ大学の化学部に入り、ヌクレオチドの化学的な研究を行い、Ph.D.を取得。彼の人生を生物学への研究、特に分子生物学の分野に捧げた。彼は博士研究員としてアメリカ合衆国にあるソーク研究所でしばらく働いた後、シドニー・ブレナーの元で、MRC分子生物学研究所 (MRC Laboratory of Molecular Biology)で働くためにケンブリッジ大学に戻った。
彼はCaenorhabditis elegansと人間のゲノム解析プロジェクト（ヒトゲノム計画）の両方で中心的な役割を果たした。彼はC. elegansの配列解読の成功は大規模なゲノム解析が可能であることを示すと主張した。
C. elegansのゲノム解析が進むと共に、ヒトゲノム計画が始まった。このとき彼はイギリス、ケンブリッジのSanger Centre（現在のWellcome Trust Sanger Institute）のセンター長となっていた。
2000年に、ヒトゲノム計画において、ゲノムのドラフトが公開され、彼はSanger Centreのセンター長を引退した。
彼のLMB時代の最も重要な研究の一つは、C. elegansの細胞の分裂を正確に解明したことである。実際、彼と彼のチームは線虫の胎児の細胞系統を完全に辿ることに成功した。彼は今、人間の遺伝子情報の特許取得に反対している。1986年王立協会フェロー選出。

## 主な受賞歴
- 1986年 - アルデン・スペンサー賞
- 1991年 - ガードナー国際賞
- 1996年 - ダーウィン・メダル
- 1997年 - ローゼンスティール賞
- 2001年 - アストゥリアス皇太子賞学術・技術研究部門
- 2002年 - ダン・デイヴィッド賞、ガードナー国際賞（2回目）、ノーベル生理学・医学賞